# التعليمات الأساسية للمملكة الحجازية
التعليمات الأساسية للمملكة الحجازية هو بمثابة دستور للحجاز صدر في 31 اغسطس من عام 1926 في عهد عبد العزيز آل سعود في فترة مملكة الحجاز ونجد وملحقاتها (لم يكن يطبق إلا في الجزء الحجازي فقط لأنها اتحاد شخصي) و يتكون من 9 أقسام و 79 مادة و استمر العمل به حتى 23 سبتمبر 1932 

## نص الدستور
- القسم الأول
- المملكة ـ شكل الدولة ـ العاصمة ـ اللغة الرسمية
- المادة الأولى: إن المملكة الحجازية بحدودها المعلومة مرتبطة بعضها ببعض لا تقبل التجزئة ولا الانفصال بوجه من الوجوه.
- المادة الثانية: إن الدولة العربية الحجازية دولة ملكية شورية إسلامية مستقلة في داخليتها وخارجيتها.
- المادة الثالثة: إن مكة المكرمة هي عاصمة الدولة الحجازية.
- المادة الرابعة: إن اللغة العربية هي اللغة الرسمية للدولة.
- القسم الثاني
- إدارة المملكة ـ الأحكام ـ النيابة العامة ـ مسؤولية الإدارة
- المادة الخامسة: تكون جميع إدارة المملكة الحجازية بيد صاحب الجلالة الملك (عبد العزيز الأول) بن عبد الرحمن آل فيصل آل سعود، وجلالته مقيد بأحكام الشرع الشريف.
- المادة السادسة: الأحكام تكون دواماً في المملكة الحجازية منطبقة على كتاب الله وسنة رسوله عليه الصلاة والسلام وما كان عليه الصحابة والسلف الصالح.
- المادة السابعة: يعين من قبل صاحب الجلالة الملك (نائب عام) وبقدر اللزوم مديرون ورؤساء لتدوير أمور المملكة.
- المادة الثامنة: بما أن النيابة العامة هي المرجع العمومي لجميع دوائر الحكومة وأقسام إدارتها فكل واحد من مديري الدوائر ورؤسائها يكون مسؤولاً أمامها عن حسن جريان الأمور الداخلة في دائرة وظيفته، وهي مسؤولة أمام صاحب الجلالة الملك.
- القسم الثالث
- أمور المملكة الحجازية
- المادة التاسعة: تنقسم أمور المملكة الحجازية لستة أقسام أساسية وهي:
- 1.الأمور الشرعية
- 2الأمور الداخلية.
- 3.الأمور الخارجية.
- 4.الأمور المالية
- 5.أمور المعارف العمومية
- 6.الأمور العسكرية.
- 1. الأمور الشرعية
- المادة العاشرة: الأمور الشرعية هي عبارة عن الأمور والمسائل المتعلقة بالقضاء الشرعي، والحرمين الشريفين، والأوقاف، والمساجد الشريفة، وسائر المؤسسات الدينية.
- 2. الأمور الداخلية
- المادة الحادية عشرة: الأمور الداخلية هي عبارة عن أمور الأمن العام، والبرق والبريد، والصحة العامة، والبلديات والنافعة، والتجارية، والزراعة، والصنايع، والمعادن، وسائر المؤسسات الخصوصية، وهي بمجموع تشكيلاتها تدار رأساً من النيابة العامة.
- المادة الثانية عشرة: بما أن الأمور الداخلية وحسن جريان معاملاتها مسؤولة من النيابة العامة فعلى كل من مديري الأمن العام والبرق والبريد والصحة العامة إجراء وظائفهم ضمن دائرة الأوامر والتعليمات التي تصدر إليهم من النيابة العامة.
- المادة الثالثة عشرة: أمناء دوائر البلديات مكلفون بإجراء وظائفهم ضمن دائرة التعليمات التي ستسن بخصوص البلديات وأمر تنظيمهم شؤونها، ويكون ارتباط بلدية العاصمة بالداخلية والبلديات السائرة بأكبر مأمور إداري في جهتها.
- المادة الرابعة عشرة: لجنة إدارة الحج تتركب تحت رآسة النائب العام من رؤساء الدوائر ذات العلاقة بأمور الحج ومن الذوات الذين سيعينهم صاحب الجلالة الملك من أرباب الكفاءة والاقتدار.
- المادة الخامسة عشرة: للجنة إدارة الحج الصلاحية التامة والنظر في كافة الأمور والأحوال المتعلقة بالحج والحجاج وإجراء الفحص والتدقيق واتخاذ المقررات فيما تقتضيه المصلحة والحاجة واللزوم.
- المادة السادسة عشرة: توضع مقررات لجنة إدارة الحج موضع التطبيق من النيابة العامة بعد اقترانها بالتصديق العالي الملوكي.
- 3. الأمور الخارجية
- المادة السابعة عشرة: الأمور الخارجية هي عبارة عن إجراء سياسة الدولة الخارجية في محورها المطلوب وتنقسم إلى أربع شعبات: سياسية ـ إدارية ـ حقوقية ـ قنصلية.
- المادة الثامنة عشرة: توجه إدارة الأمور الخارجية من قبل صاحب الجلالة الملك لمن تتوفر فيه الأهلية والاقتدار لإجراء وظائفها الخصوصية.
- المادة التاسعة عشرة: تكون مديرية الخارجية مرتبطة بالمقام الملوكي العالي رأساً، ولكنها تتلقى أوامر النيابة العامة فيما يختص بالشعبتين الإدارية والقنصلية.
- 4. الأمور المالية
- المادة العشرون: الأمور المالية هي عبارة عن كيفية إجراء وتنظيم منابع الواردات المختلفة للدولة ومصاريفها العمومية وتكون تشكيلاتها كما هو آت:
- أ. مديرية المالية.
- ب. أمانات الأموال للملحقات.
- ج. مأموريات المحاسبة للدوائر الرسمية ذات الواردات.
- د. إدارة الجمارك.
- المادة الحادية والعشرون: مديرية المالية بتشكيلاتها المذكورة مرتبطة بالنيابة العامة.
- المادة الثانية والعشرون: جميع مأموري المالية، على قاعدة التسلسل، مسؤولون عن حسن جريان الأمور المالية وانتظامها.
- 5. أمور المعارف العمومية
- المادة الثالثة والعشرون: أمور المعارف العمومية هي عبارة عن نشر العلوم والمعارف والصنايع وافتتاح المكاتب والمدارس وحماية المعاهد العلمية مع فرط الدقة والاعتناء بأصول الدين الحنيف في كافة المملكة الحجازية.
- المادة الرابعة والعشرون: تدار أمور المعارف العمومية من قبل مديرية مرتبطة بالنيابة العامة.
- المادة الخامسة والعشرون: يسن قانون المعارف العمومية ويجري تطبيق أحكامه تدريجاً مطّرداً ويكون تعليم الدروس الابتدائية مجاناً في جميع أنحاء المملكة.
- 6. الأمور العسكرية
- المادة السادسة والعشرون: الأمور العسكرية هي عبارة عن مجموع التشكيلات التي تحفظ للمملكة قوتها ومكانتها داخلاً وخارجاً.
- المادة السابعة والعشرون: تجرى وظائف الأمور العسكرية وكل ما يتفرع منها من قبل صاحب الجلالة الملك.
- القسم الرابع
- المجالس
- مجلس الشورى ـ مجلس المدينة ـ مجلس جدة ـ مجلس النواحي ـ مجلس القرى والقبائل
- مجلس الشورى
- المادة الثامنة والعشرون: يشكل بالعاصمة مجلس يسمى (المجلس الشوري) مؤلف من النائب العام ومستشاريه ومن ستة ذوات يعينون من قبل صاحب الجلالة الملك ممن فيهم اللياقة والاقتدار.
- المادة التاسعة والعشرون: ينعقد المجلس الشوري في كل أسبوع مرة ولدى الاقتضاء أكثر، تحت رئاسة النائب العام أو أحد مستشاريه، للنظر في الأمور والمسائل المحالة إليه من النيابة العامة، وإجراء التدقيق والمذاكرة بشأنها، واتخاذ المقررات بأكثر الآراء.
- المادة الثلاثون: مديرو الدوائر يحضرون المجلس الشوري بدعوة من النيابة العامة وفي أثناء جريان المذاكرات في الأمور والمسائل المتعلقة بإداراتهم عند اللزوم.
- المادة الحادية والثلاثون: مقررات هذه الاجتماعات للمجلس بعد عرضها من قبل النيابة المشار إليها على جلالة الملك واقترانها بالتصديق العالي وتوضع موضع التطبيق[1].
- المادة الثانية والثلاثون: يشكل في كل من جدة والمدينة مجلس يدعى (مجلس الإدارة) مؤلف من القائمقام ومعاونه ومن رؤساء المأمورين وأربعة ذوات يجري تعيينهم من قبل صاحب الجلالة الملك من ذوي اللياقة والاقتدار.
- المادة الثالثة والثلاثون: يجتمع كل من المجلسين المتشكلين بموجب المادة السابقة في كل أسبوع مرة وعند الاقتضاء أكثر، تحت رئاسة القائمقام ومعاونه، للنظر في الأمور والمسائل الخاصة بشؤونهما، والمحالة إليهما، واتخاذ المقررات بأكثرية الآراء.
- المادة الرابعة والثلاثون: مقررات مجلس الإدارة بجدة والمدينة ترفع إلى النائب العام وبعد عرضها على جلالة الملك واقترانها بالتصديق العالي الملوكي توضع موضع التطبيق بموجب المادة الحادية والثلاثين.
- المادة الخامسة والثلاثون: المقررات والنظامات المقترنة بالتصديق العالي الملوكي والإرادات السنية بعد تسجيلها بالديوان الملكي تبلغ النيابة العامة لإجراء العمل بموجبها، ومن النيابة العامة تعمم لجميع الدوائر وأقسام الإدارة.
- المادة السادسة والثلاثون: يكون مدة عضوية الذوات المعينين لمجلس الشورى بموجب المادة (28) والمعينين لمجلس الإدارة بجدة والمدينة بموجب المادة (32)، سنة واحدة فقط وعند انتهاؤها[2] يعين آخرون.
- المادة السابعة والثلاثون: يجوز تعيين الأعضاء السابقين مرة أخرى.

مجلس النواحي
- المادة الثامنة والثلاثون: يشكل في مركز كل ناحية تحت رئاسة رئيسها مجلس مؤلف من معاون الرئيس ورؤساء المأمورين والأشخاص الذين يجري تعيينهم من خيرة الأهالي، ويكون اجتماعه في كل أسبوع مرة أو أكثر.
- المادة التاسعة والثلاثون: وظيفة المجالس المتشكلة بموجب المادة السابقة هي عبارة عن إجراء التدقيق والمذاكرة في الأوراق والمعاملات التي تحال إليها من رؤساء النواحي واتخاذ المقررات فيما تقتضيه المصلحة والحاجة.
- المادة الأربعون: مقررات مجالس النواحي ترفع إلى قائمقام المديرية التابعة لها تلك الناحية وهو يرفعها إلى النائب العام بعد إبداء ملاحظاته عليها وهو يرفعها لجلالة الملك، وبعد اقترانها بالتصديق الملوكي توضع موضع التطبيق.
- مجالس القرى والقبائل
- المادة الحادية والأربعون: يشكل في مركز كل قرية أو قبيلة ذات شأن مجلس تحت رآسة شيخها مؤلف من نائب شرعي وشخصين يجري تعيينهما من خيرة أهليها، للنظر فيما يختص بإدارتها وأحوالها بالطرق التي ستعين في النظام الخاص بإدارة المديريات أو النواحي والقرى والقبائل.
- المادة الثانية والأربعون: مجالس القرى والقبائل مسؤولة أمام مراجعها الإدارية طبقاً للنظام المنوه عنه في المادة السابقة عن الأمور والمسائل الداخلة ضمن حدود صلاحيتها.
- القسم الخامس
- ديوان المحاسبات
- المادة الثالثة والأربعون: يشكل ديوان المحاسبات في العاصمة من رئيس وثلاثة أعضاء يعينهم صاحب الجلالة الملك من ذوي الاقتدار في الأمور الحسابية والمعاملات المالية ويكون مرتبطاً بالنيابة العامة.
- المادة الرابعة والأربعون: وظيفة ديوان المحاسبات الأساسية هي تفتيش عموم الدوائر ذات الواردات ومراقبة كيفية جريان المصاريف العمومية طبقاً لقانون الموازنة العامة.
- المادة الخامسة والأربعون: لا يجوز صرف أي مبلغ كان من خزينة الدولة قبل تأشير ديوان المحاسبات عليه بوجوب الصرف، وذلك يحدد في نظامه المخصوص ما لم تصدر فيه إرادة صاحب الجلالة الملك.
- القسم السادس
- المفتشية العامة
- المادة السادسة والأربعون: المفتشية العامة مكلفة بإجراء المراقبة والتفتيش على عموم الدوائر والمعاملات الرسمية، لتأمين حسن جريان الأمور وانتظامها.
- المادة السابعة والأربعون: توجه المفتشية العامة من قبل صاحب الجلالة الملك لعهدة من توفرت فيه الأهلية والتجربة بالأمور لإجراء وظائفها المخصوصة.
- المادة الثامنة والأربعون: يكون ارتباط المفتش العام رأساً بالمقام العالي الملوكي ويجعل مناطق للتفتيش حسب الحاجة ويعيِّن لكل منطقة مفتشاً عند اللزوم.
- المادة التاسعة والأربعون: للمفتش العام ومفتشي المناطق الصلاحية التامة في تفتيش دوائر الحكومة وتدقيق أحوالها ومراقبة أمورها في كل وقت وآن، وتوقيف المعاملات المخالفة للأوامر والنظامات، مع كف يد الفاعلين والمسببين بصورة مؤقتة، وطلب سوقهم للمحكمة، لإجراء المحاكمة وإكمال التحقيقات.
- المادة الخمسون: للمفتش العام طلب تبديل وعزل المأمورين الذين ثبت عدم اقتدارهم وعجزهم عن العمل بإجراء المخابرة مع المراجع المنوط بها أمر تعيينهم وعزلهم.
- المادة الحادية والخمسون: على المفتش العام تقديم تقاريره لجلالة الملك فيما أجراه من التفتيش والتدقيق.
- المادة الثانية والخمسون: مفتشو المناطق يقدمون تقاريرهم إلى المفتش العام وهو يرفعها لجلالة الملك.
- المادة الثالثة والخمسون: على مفتشي المناطق أن يقدموا تقارير خاصة بمناطقهم في آخر كل شهر إلى المفتش العام يكون موضحاً فيها أحوال منطقتهم عموماً، وعلى المفتش العام أن يودعها لجلالة الملك مشفوعة بملاحظاته عليها.
- المادة الرابعة والخمسون: عموم رؤساء موظفي الدوائر مكلفون بإجراء المساعدات والتسهيلات اللازمة للمفتش العام ومفتشي المناطق، كما أنه يجب عليهم اتباع الاخطارات والتنبيهات الواقعة من المفتشين ضمن دائرة الأنظمة والأوامر.
- المادة الخامسة والخمسون: المأمورون الذين يخالفون المادة السابقة ويثبت ذلك عليهم بالطرق القانونية تكون مجازاتهم شديدة، مهما كانت المواقع والدرجات.
- القسم السابع
- المأمورون
- المادة السادسة والخمسون: يلزم أن يكون أعضاء المجالس عموماً والأشخاص الذين يستخدمون في خدمات الدولة العمومية حائزين للشروط الآتية:
- 1. التابعية لصاحب الجلالة الملك.
- 2. الأهلية والاقتدار.
- 3. الاتصاف بالأخلاق الفاضلة والصفات الحسنة.
- 4. المحافظة على الحقوق المدنية الشرعية.
- المادة السابعة والخمسون: الأشخاص الذين يوجد لاستخدامهم ضرورة، وليسوا من رعايا صاحب الجلالة الملك، يستخدمون بطريق المقاولة لمدة محدودة وشرائط مخصوصة.
- المادة الثامنة والخمسون: المأمور الداخل في خدمة الدولة بموجب المادة (56) تكون جميع حقوقه وشرفه تحت ضمانة الدولة.
- المادة التاسعة والخمسون: المأمور الذي شوهد منه حسن الخدمة والغيرة لا يجوز نقله إلى مأمورية أخرى بغير رضائه.
- المادة الستون: المأمور الذي لم تثبت عليه جريمة أو سوء معاملة بطريق المحاكمة لا يجوز عزله من وظيفته بتاتاً.
- المادة الحادية والستون: يسن قانون خاص لمأموري الدولة يوضح فيه كيفية تعيينهم وترقيهم ورواتبهم وحقوقهم ووظائفهم ودرجاتهم وعزلهم ومعزوليتهم وتقاعدهم عن الاستخدام وإجراء محاكمتهم وكلما يتفرع عن ذلك.
- القسم الثامن
- المجالس العمومية البلدية
- المادة الثانية والستون: يشكل في بلدية العاصمة وفي كل من بلديتي المدينة وجدة مجلس يسمى (المجلس العمومي البلدي).
- المادة الثالثة والستون: تكون هيئة من أصحاب العقار الملك والوقف ومن أرباب الحرف والصنايع الممتازة التي ستعين في نظام البلديات ومن ذوي الحيثيات الذين يعينون من قبل صاحب الجلالة الملك أو نائبه العام بعد الترشيح لانتخاب أعضاء المجلس العمومي البلدي.
- المادة الرابعة والستون: لا تعتبر عضوية الأشخاص المنتخبين للمجلس العمومي البلدي قبل التصديق العالي الملوكي.
- المادة الخامسة والستون: لا يتجاوز عدد أعضاء المجلس العمومي البلدي في العاصمة اثني عشر عضواً وفي كل من المدينة وجدة ثمانية أعضاء.
- المادة السادسة والستون: يشترط فيمن ينتخب عضواً للمجلس العمومي البلدي أن يكون من التابعين لصاحب الجلالة الملك وقد أكمل الثلاثين من عمره، وأن يكون من أرباب الكفاءة والاقتدار، وأن يحسن القراءة والكتابة باللغة العربية ومن المحافظين على حقوقهم المدنية والشرعية، ومعروف بحسن السير والاستقامة.
- المادة السابعة والستون: تنعقد المجالس العمومية البلدية في كل شهر مرة وعند الاقتضاء أكثر، تحت رآسة أحد الأعضاء بانتخابهم له في كل جلسة.
- المادة الثامنة والستون: للمجالس العمومية البلدية الصلاحية التامة في النظر في كافة الأمور والمسائل المتعلقة بالبلديات واتخاذ المقررات لتأمين حسن جريانها وانتظامها.
- المادة التاسعة والستون: مقررات المجلس العمومي البلدي في العاصمة تودع للنيابة العامة، وفي المدينة وجدة للقائممقامية، وبعد تدقيقها وتصويبها في مجلس كل منهما الخاص به تعرض على النيابة العامة، لإحالتها للمجلس الشوري، وبعد تدقيقها والتصديق عليها ترفع لجلالة الملك بواسطة النيابة العامة.
- المادة السبعون: على أمناء البلديات إجراء العمل بموجب المقرارات المتخذة بالمجالس العمومية البلدية المصدقة من قبل صاحب الجلالة الملك حرفياً وبكمال الدقة والاهتمام.
- المادة الحادية والسبعون: للمجالس العمومية البلدية تنظيم ميزانية البلديات وتعديلها وتوسيعها عند اللزوم، ويكون اعتبار إجرائها بعد اقترانها بالتصديق العالي الملوكي بموجب المادة (69).
- المادة الثانية والسبعون: بما أن أمناء البلديات مسؤولون أمام المجالس العمومية البلدية يكونون مكلفين بإعطاء الجواب التام المقنع على الاستيضاحات والأسئلة التي توجه إليهم من قبل أعضائها بالوجه والصورة التي ستعين في نظام البلديات.
- المادة الثالثة والسبعون: ليس لأعضاء المجالس العمومية البلدية تجاوز حدود صلاحيتهم المبينة في المواد الآنفة الذكر والتي سيجري تعيينها في نظام البلديات.
- المادة الرابعة والسبعون: مدة عضوية المجلس البلدي ثلاث سنوات وبعد انتهائها يجري تجديد الانتخابات بموجب الماد (63).
- المادة الخامسة والسبعون: يجوز تجديد انتخاب الأعضاء السابقين.
- المادة السادسة والسبعون: أعضاء المجالس العمومية البلدية يجرون وظائفهم فخرياً.
- القسم التاسع
- لجان الإدارة للبلديات
- المادة السابعة والسبعون: تشكل في كل دائرة من دوائر البلديات تحت رآسة أمينها لجنة مؤلفة من مديري شعباتها المختلفة.
- المادة الثامنة والسبعون: وظيفة اللجان المتشكلة بموجب المادة السابقة هي عبارة عن تعيين الوجوه التطبيقية لمقررات المجالس العمومية البلدية بالتأمل والمذاكرة وإجراء التدقيق في كل ما يحال إليها من الأوراق والمعاملات واتخاذ ما يجب من المقررات.
- المادة التاسعة والسبعون: لجان الإدارة تعقد اجتماعاتها في كل أسبوع مرتين وعند اللزوم أكثر.